# Особлива думка (телесеріал)
«Особлива думка» (англ. Minority Report) — американський науково-фантастичний серіал, який виходив в ефір на телеканалі Fox з 21 вересня по 30 листопада 2015 року. Серіал був розроблений Максом Боренштейном і є продовженням однойменного фільму 2002 року, який заснований на повісті «Особлива думка» Філіпа Діка, опублікованої в 1956 році. Шоу спродюсували компанії Amblin Television, Paramount Television і 20th Century Fox Television (кіно-відділ якої продюсував фільм у 2002 році). Серіал став першим шоу, яке створили на основі фільму Стівена Спілберга.

## Сюжет
Дія серіалу відбувається в 2065 у Вашингтоні, округ Колумбія (через одинадцять років після подій фільму 2002 року), і розповідається про «прова» Деша (Старк Сендс), який має здатність передбачати злочини. Система Precrime була скасована в 2054 році, що змусило правоохоронні покладатися на нові методи для боротьби зі злочинністю. До того як Precrime скасували, Деш, його брат-близнюк Артур (Нік Зано) і їх зведена сестра Агата (Лора Ріган) перебували в програмі, яка наділила їх унікальними здібностями. Тепер Деш використовує свої здібності, щоб допомогти детективові Ларі Вега (Міган Гуд) в запобіганні злочинам, і в той же час намагається зберегти свій дар в таємниці, так як існують ті, хто хоче отримати «прова» за всяку ціну щоб використовувати їх здатності повторно.

## У ролях

### Основний склад
- Старк Сендс — Дешилл (Деш) Паркер (уродж. Аркадін)
- Міган Гуд — детектив Лара Вега
- Нік Зано — Артур Вотсон (уродж. Аркадін)
- Денієл Лондон — Норберт (Воллі) Воллас
- Лора Ріган — Агата Лайвлі
- Лі Цзюнь Лі — Акіла
- Вілмер Вальдеррама — лейтенант Вілл Блейк

### Актори другого плану
- Тіна Ліффорд — Лілі Вега
- Джейн Голл — Ріко Вега
- Дженіфер Чжон — Андромеда
- Арлео Дордар — Тревор Малоуні
- Рід Даймонд — Генрі Бломфельд
- Крістофер Геєрдал — доктор Лайонел Грей

## Виробництво
9 вересня 2014 року було оголошено, що телеканал Fox замовив пілотний епізод телеадаптаціі фільму «Особлива думка». Макс Боренштейн написав сценарій до серії і став виконавчим продюсером шоу разом зі Стівеном Спілбергом, Джастіном Фалвеєм і Деррілом Френком. Дія серіалу відбувається через 11 років після подій фільму і фокусується на чоловіку-«прові», який об'єднується з жінкою-детективом, щоб знайти призначення свого дару.
13 лютого 2015 року Денієл Лондон і Лі Цзюнь Лі отримали ролі в серіалі. 24 лютого 2015 року Лора Ріган була взята на роль Агати Лайвлі. У березні 2015 року Старк Сендс та Міган Гуд отримали дві головні ролі; Сендс отримав роль Деша, одного з двох чоловіків-«провів», а Гуд — Лари Веги, детектива, яку переслідує її минуле, й яка буде працювати з Дешем, щоб допомогти йому знайти призначення його дару. Також було оголошено, що Лі Цзюнь Лі зіграє Акілу техніка за місцем злочину, Денієл Лондон повторить свою роль Воллі з оригінального фільму 2002 року, а Вілмер Вальдеррама отримав роль детектива. Шоу було офіційно замовлено Fox 8 травня 2015 року. 1 липня 2015 року було оголошено, що Нік Зано отримав роль Артура, дизиготного брата-близнюка Деша. Спочатку Сендс повинен був грати ролі обох братів (раніше планувалися гомозиготні брати-близнюки).
9 жовтня 2015 року замовлення першого сезону було скорочене з тринадцяти до десяти епізодів.
3 травня 2016 року Fox офіційно закрило серіал.

## Відгуки критиків
На сайті-агрегаторі Rotten Tomatoes серіал має 29 % «свіжості» з середнім рейтингом 5,4/10 на основі 58-ми рецензій. Критичний консенсус сайту говорить: «На відміну від свого кінематографічного попередника, серіалу не вистачає чи то дії, чи то уяви; „Особлива думка“ — щось прохідне, якому не вдалося передати бачення фільму». На Metacritic шоу отримало 51 бал зі ста, цей рейтинг базується на 31-му «змішаному або середньому» відгуку.